# كوسانو كانافيزي
كوسانو كانافيزي كوسانو كانافيزي هي (بلدية) تقع في مدينة تورينو الحضرية التابعه للمنطقة الإيطالية بيدمونت ، وتبعد حوالي 40 كيلومتر (25 ميل) شمال شرق تورينو .
ويحيط Cossano Canavese كوسانو كانافيزي على الحدود البلديات التالية: كارفينو وسيتيمو روتارو وبرغو داليه وبورغماسينو .